# 安德烈·斯维尔德洛夫
安德烈·雅科夫列维奇·斯维尔德洛夫（羅馬化：Andrey Yakovlevich Sverdlov；1911年4月17日—1969年），苏联内务人民委员部的侦査人员，负责情报工作。雅科夫·斯维尔德洛夫与克拉夫季婭·斯維爾德洛娃-諾夫戈羅采娃之子。